# Caupenne-d'Armagnac
Caupenne-d’Armagnac é uma comuna francesa na região administrativa de Occitânia, no departamento de Gers. Estende-se por uma área de 21,65 km². Em 2010 a comuna tinha 447 habitantes (densidade: 20,6 hab./km²).